# Mitro Repo
Mitro Repo (Helsinki, 3 settembre 1958) è un politico e prete finlandese, europarlamentare dal 2009 al 2014, eletto come indipendente nelle file del Partito Socialdemocratico Finlandese.

## Biografia
Repo è stato un prete cristiano ortodosso di terza generazione, che ha studiato teologia presso l'Università di Helsinki.
La posizione di Repo sul coinvolgimento della chiesa finlandese nella divisione della Chiesa ortodossa estone lo condusse ad una sua temporanea sospensione.
Repo fu anche un popolare speaker e commentatore in radio e nei talk show televisivi.
Molti partiti chiesero a Repo di candidarsi alle elezioni europee ed egli finalmente scelse di candidarsi con i socialdemocratici. La sua decisione lo portò ad un conflitto tra Repo e le cariche della Chiesa ortodossa finlandese, il quale si concluse con il divieto di servire messa e di vestire l'abito talare
La sua candidatura ed elezione hanno suscitato interesse da parte della stampa internazionale, tra cui Le Monde e The New York Times.